# Wilhelm-Langrehr-Stadion
Das Wilhelm-Langrehr-Stadion (bis 2000 TSV-Kampfbahn an der Hannoverschen Straße) ist ein Fußballstadion im Stadtteil Havelse der niedersächsischen Stadt Garbsen und ist die Spielstätte des Fußballvereins TSV Havelse. Das bis zu 3500 Zuschauer fassende Stadion hat 500 überdachte Sitzplätze auf der Haupttribüne, der Rest sind Stehplätze auf der Gegentribüne (überdacht) und der Osttribüne. Die Flutlichtanlage leistet eine Beleuchtungsstärke von 280 Lux.

## Geschichte
1933 wurde das Gelände an der Hannoverschen Straße für die Spielstätte von einem Landwirt für eine Summe von 100 Mark gepachtet. Ein alter Eisenbahnwaggon wurde als Umkleidekabine aufgestellt. Bis in die frühen 1970er Jahre wurde die TSV-Kampfbahn als Heimspielstätte genutzt. Nachdem man einige Jahre auf einem Spielfeld gespielt hatte, wo zwischenzeitlich eine Bezirkssportanlage bestand und sich heute die Trainingsanlagen befinden, kehrte der TSV bald wieder in die Kampfbahn zurück.
Anlässlich des Aufstiegs 1990 wurde die Anlage für die Spiele in der Zweiten Bundesliga ausgebaut. In der Saison 1990/91 musste das Fernsehen reichlich improvisieren, um Zusammenfassungen der Spiele filmen zu können. Letztendlich wurden die Kameras auf dem Dach der Haupttribüne in einem kleinen Container untergebracht. Mithilfe der Transfererlöse wurde nach dem Abstieg aus der Zweiten Bundesliga die Gegentribüne erneuert und erhielt auch ein Dach. Im Laufe der Zeit wurde die angrenzende Turnhalle umgebaut, um dort mehrere Umkleidekabinen unterzubringen. Durch diverse Sicherheitsauflagen verringerte sich die Kapazität von ursprünglich fast 6000 über die Jahre auf mittlerweile 3500 Plätze.
2000 wurde die TSV-Kampfbahn zu Ehren Wilhelm Langrehrs umbenannt. Diese Namensänderung wurde aufgrund der großen Verdienste Wilhelm Langrehrs um den TSV Havelse beschlossen.
Im Jahr 2010 wurden aufgrund des Aufstiegs des TSV Havelse in die Regionalliga Nord umfassende Sanierungs- und Umbaumaßnahmen am Stadion vorgenommen. Die zwei größeren Hintertortribünen wurden komplett erneuert und die Gegentribüne mit Wellenbrechern und einem Zaun versehen. Es wurden außerdem weitere Fluchttore geschaffen. Im Sommer 2014 wurde der Kabinentrakt der Herrenmannschaft, im Sommer 2015 ein Teil der Haupttribüne saniert, indem Zuschauerbänke in Sitzschalen umgewandelt wurden. 2018 fand ein weiterer Umbau statt, bei dem eine LED-Videowand im Stadion installiert wurde.
Der TSV Havelse stieg zur Saison 2021/22 in die 3. Liga auf. Da das Wilhelm-Langrehr-Stadion nicht den Anforderungen der 3. Liga entsprach, trug der Verein seine Heimspiele im Niedersachsenstadion in Hannover aus. Nach dem direkten Wiederabstieg kehrte man zur Saison 2022/23 in das Wilhelm-Langrehr-Stadion zurück. Zur Saison 2025/26 gelang erneut der Drittligaaufstieg, womit die Mannschaft erneut nach Hannover umzieht, dieses Mal allerdings in das seit 2024 drittligataugliche Eilenriedestadion; Risikospiele sollen erneut im Niedersachsenstadion stattfinden.